# Langham Place
La Langham Place è un grattacielo situato a Hong Kong.